# Glavna postaja Helsinki
Glavna postaja Helsinki (finsko Helsingin päärautatieasema, švedsko Helsingfors centralstation), znana tudi kot Postaja Helsinki (finsko Helsinki asema), je osrednje vozlišče lokalnega in medkrajevnega prometa v regiji Helsinki ter dobro znana znamenitost mesta. Je matična postaja Finske državne železnice VR in končna postaja vseh prog lokalnega železniškega prometa v regiji Helsinki.

## Položaj
Postaja je zasnovana nad zemljo kot končna postaja, tiri so le delno pokriti. Vlaki na dolge razdalje se končajo na južnem, pokritem območju postaje; lokalni vlaki do regije glavnega mesta Helsinki vozijo s severnih, nepokritih peronov.
Neposredno pred železniško postajo sta dve avtobusni postaji, ena na postajnem trgu (Rautatientori), ena na trgu Eliel (Elielinaukio). Od tam odhajajo številne mestne in regionalne avtobusne linije ter helsinški tramvaj. Podzemna postaja Rautatientori je najbolj obremenjena postaja podzemne železnice v Helsinkih.

## Zgodovina
Leta 1860 je prvo železniško postajo v mestu Helsinki zgradil arhitekt Carl Albert Edelfelt. Vendar se je kmalu izkazalo, da je to premalo. Predlog Eliela Saarinena je bil zmagovalec arhitekturnega natečaja leta 1904 za načrtovano novogradnjo. Prvotna zasnova je predvidevala sprejemno stavbo v neoromanskem slogu. To je bilo deležno kritik. Eliel Saarinen je revidiral svoj dizajn in našel jasnejši formalni jezik z elementi Jugendstila in neoklasicizma. Gradnja je trajala 15 let in nova postaja je bila slovesno odprta 5. marca 1919.
Ko nova železniška postaja ni več kos sčasoma naraščajočemu prometu, so jo postopoma razširili z novimi peroni. Ker na dejanski postaji ni bilo več prostora, so nove perone zgradili neposredno severno na odprtem, na obeh straneh starih tirov. To sta današnja perona 1-3 (vzhodno od starih tirov) in 12-19 (zahodno).
V 1960-ih je bila zgrajena podzemna nakupovalna ulica Asematunneli (predor železniške postaje), pod katero je bila leta 1982 postavljena postaja podzemne železnice.
V okviru prenove na začetku 21. stoletja je prvotnih osem peronov (danes s številkami 4-11) naknadno dobilo steklene strehe, ki jih je načrtoval že arhitekt. Severno od postajnega poslopja, na nivoju pomožnih peronov, je bil zgrajen tudi podhod, ki povezuje perone in omogoča tudi lažji prehod skozi postajno območje. Poleg tega so v zahodnem krilu odprli nove poslovne prostore in nad peroni 12–19 zgradili novo stavbo za hotel Holiday Inn.

## Arhitektura
Glavna postaja v Helsinkih velja za Saarinenovo glavno delo. Fasada je iz finskega granita, posebnost sta stolp z uro in kipi Emila Wikströma ob glavnem vhodu. Ti kipi se pogosto uporabljajo v sodobnem oglaševanju in veljajo za enega od simbolov Helsinkov. Različne strešne konstrukcije in velike stenske odprtine so zasnovane kot okrogli loki; stavba ima razmeroma veliko velikih oken, zaradi česar je postaja videti precej svetla.
Iz Asematunnelija je mogoče doseči velike dele mestnega središča pod zemljo skozi zapleteno mrežo tunelov, prehodov, nakupovalnih središč in parkirnih hiš (nekatere so zasnovane kot zaklonišča).
Na postaji je tudi knežja soba, ki je bila prvotno mišljena kot čakalnica za ruskega carja. Postaja je bila dokončana šele po atentatu na zadnjega carja.